# Ficana
Ficana fue una antigua ciudad del Latium, que únicamente entra en la historia de la Antigua Roma por su conquista por Anco Marcio, del que se dice que trasladó a todos sus habitantes a Roma y destruyó la ciudad. (Tito Livio i. 33; Dionisio de Halicarnaso iii. 38, donde se refiere a Fidenae, pero no hay duda de que el suceso al que se refiere es el mismo al del relato de Tito Livio). 
Es cierto que nunca fue repoblada: se tienen noticias de su existencia en la lista de ciudades extintas del Latium (Plinio el Viejo iii 5. s. 9) y en v. Puilia Saxa de Rufo Festo, que figura como un lugar que ya no existe. En el último pasaje, sin embargo, nos da una pista sobre su posición; de acuerdo con Antistio Labeo se encontraría en la Vía Ostiensis, a 18 km de Roma, y contigua al Tíber en donde había un puerto, en una lugar llamado por Quinto Fabio Píctor la Puilia Saxa. 
De las excavaciones arqueológicas se desprende que estuvo poblada desde el Bronce Final hasta la época imperial. Se han encontrado fragmentos de cerámica protovillanoviana y restos de un terraplén defensivo (agger) de 4 a 8 m de profundidad de los siglos VI-V a. C.
La ciudad está localizada en la comune de Ariccia (Lacio), Italia.